# Bankeryd
Bankeryd  è un'area urbana della Svezia situata nel comune di Jönköping, contea di Jönköping.
La popolazione risultante dal censimento 2010 era di 8 107 abitanti.